# Distinção uso–menção
A distinção uso–menção é um conceito fundamental da filosofia analítica de acordo com o qual é necessário fazer uma distinção entre usar uma palavra (ou frase) e mencioná-la, e que muitos trabalhos filosóficos foram "invalidados por um fracasso em distinguir uso e menção". The distinction is disputed by non-analytic philosophers.
A distinção entre uso e menção pode ser ilustrada com a palavra queijo:
Uso: O queijo é derivado do leite.
Menção: "Queijo" é derivado da palavra "caseus" do Latim
A primeira frase é uma afirmação acerca da substância chamada queijo; usa a palavra "queijo" para referir-se àquela substância. A segunda é uma afirmação sobre a palavra queijo como um significante; menciona a palavra sem usá-la para se referir a nada mais que a si mesma.
Um exemplo didático de como a falha em fazer essa distinção pode levar a argumentos falaciosos é o seguinte silogismo:
Londres é a capital da Inglaterra;
Londres tem sete letras;
A capital da Inglaterra tem sete letras.